# Cicadellites theobaldi
Espèce
Cicadellites theobaldi est une espèce fossile d'insectes hémiptères de la famille des Cicadellidae, et du genre Cicadellites.

## Classification
L'espèce Cicadellites theobaldi est décrite en 1935 par le paléontologue français Louis Émile Piton (1909–1945). 

### Étymologie
L'épithète spécifique theobaldi est un hommage au paléontologue français Nicolas Théobald (1903-1981) ami et contemporain de l'auteur.

## Description

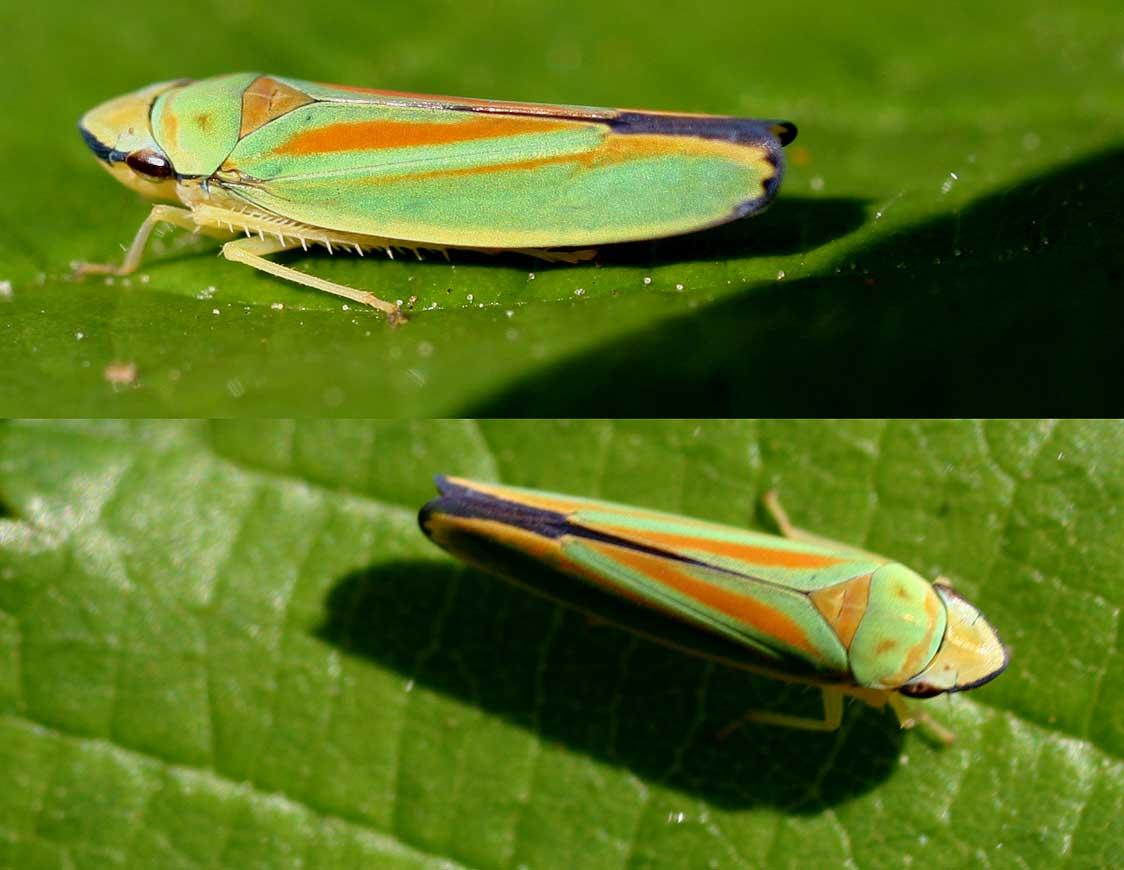
Graphocephala fennahi espèce sœur vivante.

### Caractères
« Empreinte en très mauvais état d'un hémiptère homoptère. Tête courte triangulaire à lobe médian assez marqué enfoncée dans le thorax. Pronotum trapézoïdal à angles postérieurs arrondis mais assez saillants, avec quelques impressions peu marquées. Écusson triangulaire court, très petit. Ailes recouvrant l'abdomen qui est visible par transparence et dont les 6 derniers anneaux en arceaux réguliers sont bien marqués. Quelques nervules du radius et de la médiane sont encore discernables. Longueur : 5 mm. ».

### Publication originale
- [1935] Louis Émile Piton, « Taxonomic names, in La faune entomologique des gisements Mio-Pliocènes du Massif Central », Revue des Sciences Naturelles d'Auvergne, vol. (N. S.) 1, Fascicule 2,‎ 1935, p. 65-104 (DOI 10.5281/ZENODO.25694).